# 赤い果実
「赤い果実」（あかいかじつ）はKis-My-Ft2の20作目のシングル。2017年11月29日にavex traxからCD発売された。

## 制作
Kis-My-Ft2のメンバー玉森裕太が主演するドラマ『重要参考人探偵』の主題歌として書き下ろされたミステリアスな楽曲であり、タイトルは「真実の実・本心」を意味する。

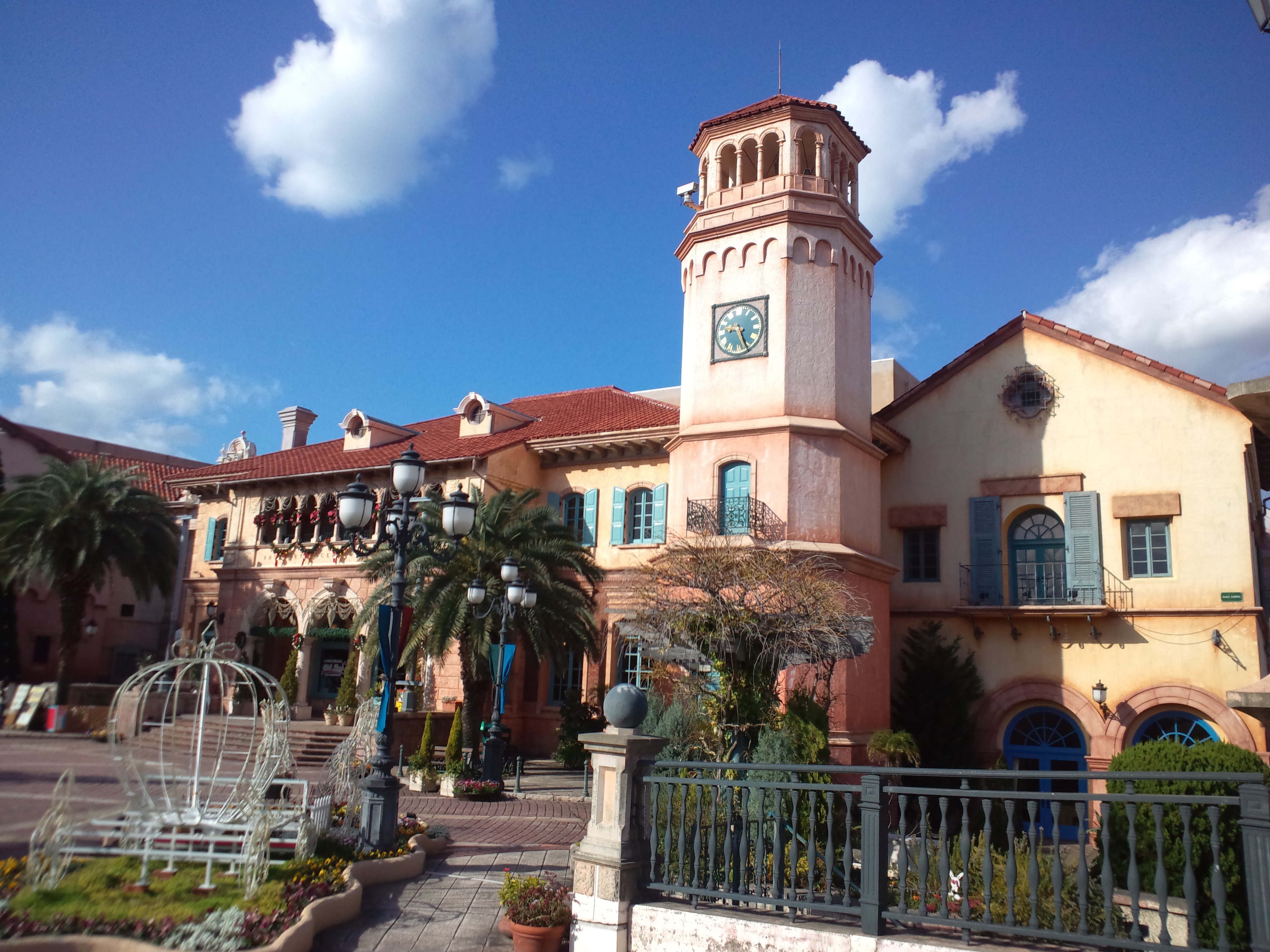

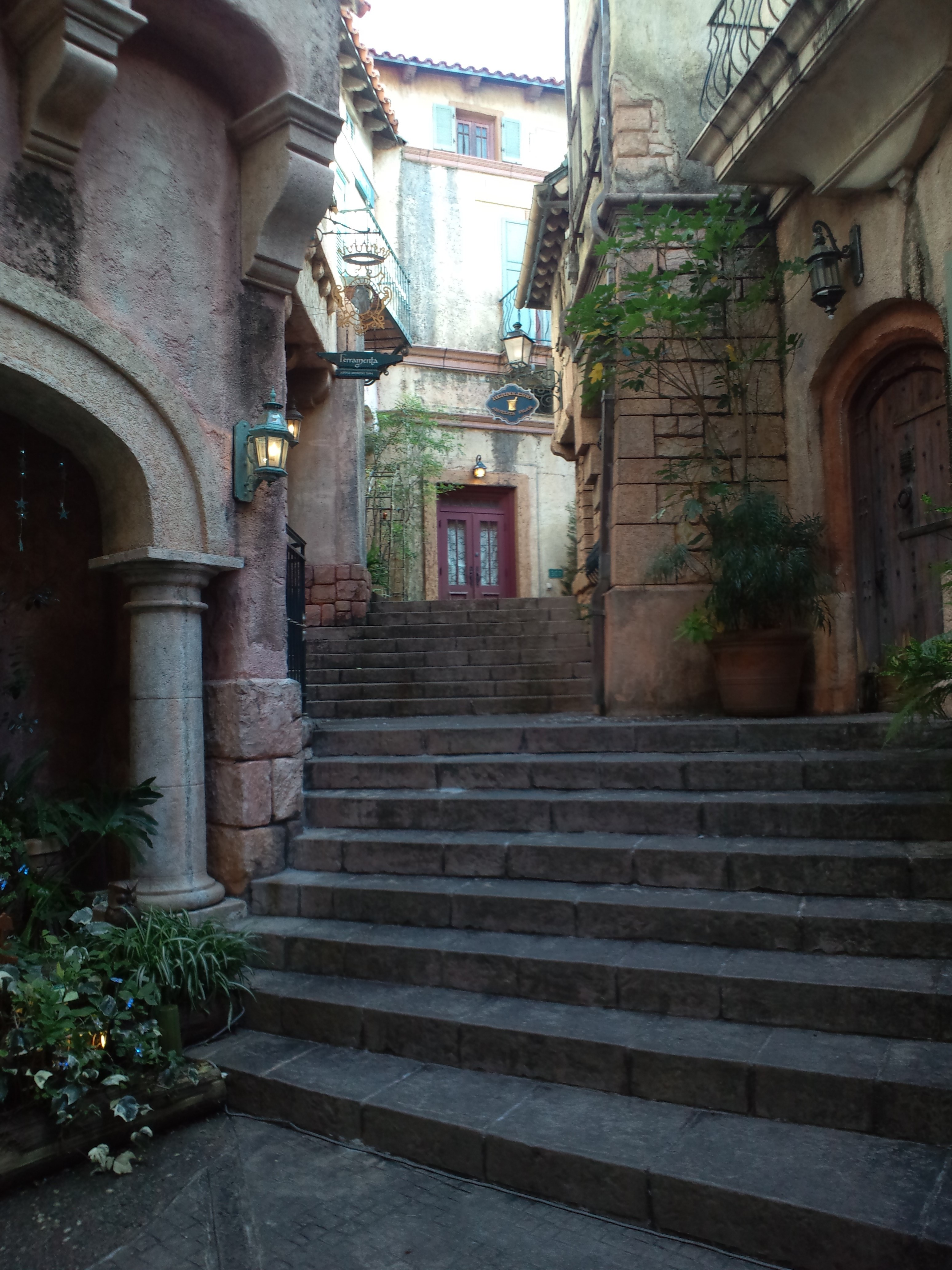
MVのロケ地

楽曲のミュージックビデオ (MV) は、和歌山県にある中世ヨーロッパのような街並みの中、「3.6.5」以来自身3年半ぶりとなる全編ロケーション撮影で行われた。MVはストーリーバージョンの"-Short Movie-"とダンスバージョンの"-Dance Edition-"、2種類が制作されており、同一楽曲同一アレンジで2種類のMVが制作されるのは自身初の試み。"-Short Movie-"は音楽を禁じられた世界に囚われた7人が解放されるまでの「革命」の物語を描き、"-Dance Edition-"では7人が手錠につながれて「鎖ダンス」を踊る。鎖の使用は前述の玉森主演ドラマから着想を得てメンバーの千賀健永が提案。「自由を奪われ縛られた7人」や「7人が絆で繋がれている様」を描く。またジャケット写真や、歌番組での曲披露の際もメンバーは鎖を装着している。

## リリース
2017年11月29日、初回生産限定盤A/B、通常盤の3種でCDが販売された。初回生産限定盤Aに付属のDVDには「赤い果実」の2種類のMVが、初回生産限定盤Bにはメンバーがゆるスポーツのハンドソープボールを行う模様と、翌年発売予定の映像作品『LIVE TOUR 2017 MUSIC COLOSSEUM』の予告映像が収録されている。通常盤収録のカップリング曲「FUTURE TRAIN」はGO!GO!!キスマイクマモトオオイタのCMソングであり、通常盤付属のシリアルナンバーを使用することでCMメイキング映像を視聴可能。全形態のカップリングとして収録された「HOT!×2」は興和のホッカイロ新ぬくぬく当番のCMソングに起用され、英語の歌詞が日本語の「すばやくホットホット」に聞こえるように歌われている。

## チャート成績
Billboard JAPAN Top Singles Salesによると初週18.7万枚を売上げて1位を獲得した。12月11日付のオリコン週間ランキングでも売上げ1位を記録。20作連続の首位獲得であり、デビューからのシングル1位連続獲得作品数は歴代4位タイとなった。同月間ランキングでは2017年11月度の4位、年間ランキングの32位を記録した。
初週売り上げ枚数は、184661枚。

## 評価
CDジャーナルのCD新譜視聴記にて仁田さやかは、「未来への決意を固めて臨む"勇者"」を描いたミステリアスでパワフルな楽曲と評した。Real Soundのチャート一刀両断にて荻原梓は、「闇」「堕ちていく」のようなダークな世界観から「救い出す」という希望へ向かう歌詞を、ヘヴィロック調の重厚なギターや、低音のストリングス、短い単音のピアノが効果的に表現しているとした。さらに曲冒頭と1番サビ後に登場する「赤い果実〜」から始まるフレーズがアクセントとなり、本作が"暗いだけ"の楽曲に留まらずに力強い印象を与えていると評した。また2番サビ後の歌詞のない部分にミュージカル性を感じ、「等身大のリアルな彼らの姿を描き出すというより、物語の登場人物としての彼ら」を描いている点にグループの新しい魅力を感じると述べた。

## 収録内容

### CD
※「FUTURE TRAIN」以降、通常盤のみ収録。
1. 赤い果実 [4:14]
作詞：Litz、作曲：HIKARI、原田峻輔、編曲：CHOKKAKU
  - 玉森裕太主演 テレビ朝日系金曜ナイトドラマ『重要参考人探偵』主題歌
2. HOT!×2 [4:24]
作詞：AKIRA、栗原暁、作曲：Andreas Ohrn,Christoffer Lauridsen,Henrik Smith、編曲：鈴木雅也
  - Kis-My-Ft2出演 コーワ「ホッカイロ新ぬくぬく当番」CMソング
3. FUTURE TRAIN [3:55]
作詞・作曲・編曲：久保田真悟、栗原暁
  - Kis-My-Ft2出演 JR九州「GO!GO!!キスマイクマモトオオイタ」キャンペーンCMソング
4. 今はまだ遠く 果てしない夢も [4:04]
作詞・作曲：竹内雄彦、編曲：千葉純治

### DVD

#### 初回生産限定盤A
1. 「赤い果実」MUSIC VIDEO -Short Movie-
2. 「赤い果実」MUSIC VIDEO -Dance Edition-
3. 「赤い果実」MUSIC VIDEO メイキングドキュメント

#### 初回生産限定盤B
1. 新企画！「キスマイゆるスポーツ選手権 〜第一弾〜」
2. TOUR 打ち上げ！「裏スナックSHOW和 〜予告編〜」

### シリアル動画
※通常盤（初回出荷分）のみ
- 「FUTURE TRAIN」CMメイキングMOVIE 〜メンバーハンディカメラ映像〜
  - 北山宏光&横尾渉&千賀健永編
  - 藤ヶ谷太輔&宮田俊哉編
  - 玉森裕太&二階堂高嗣編

## 収録作品
| 楽曲タイトル                | 収録                                                 | 収録                                                                |
| --------------------------- | ---------------------------------------------------- | ------------------------------------------------------------------- |
| 赤い果実                    | CDシングル                                           | 『赤い果実』                                                        |
| 赤い果実                    | ミュージック・ビデオ （Short Movie / Dance Edition） | 『赤い果実』〈初回生産限定盤A〉                                     |
| 赤い果実                    | CDアルバム                                           | 『Yummy!!』                                                         |
| 赤い果実                    | ライブ映像                                           | 『LIVE TOUR 2018 Yummy!! you&me』                                   |
| 赤い果実                    | CD （スペシャルエディット）                          | 『LIVE TOUR 2018 Yummy!! you&me』〈初回盤〉                         |
| 赤い果実                    | ライブ映像                                           | 『君を大好きだ』〈EXTRA盤〉 （LIVE TOUR 2018 YOU&ME Extra Yummy!!） |
| 赤い果実                    | CDアルバム                                           | 『BEST of Kis-My-Ft2』                                              |
| 赤い果実                    | ミュージック・ビデオ （Short Movie）                 | 『BEST of Kis-My-Ft2』〈初回盤A〉                                   |
| HOT!×2                      | CDシングル                                           | 『赤い果実』                                                        |
| HOT!×2                      | ライブ映像                                           | 『LIVE TOUR 2018 Yummy!! you&me』                                   |
| HOT!×2                      | CD （スペシャルエディット）                          | 『LIVE TOUR 2018 Yummy!! you&me』〈初回盤〉                         |
| FUTURE TRAIN                | CDシングル                                           | 『赤い果実』〈通常盤〉                                              |
| 今はまだ遠く 果てしない夢も | CDシングル                                           | 『赤い果実』〈通常盤〉                                              |
| 今はまだ遠く 果てしない夢も | ライブ映像                                           | 『LIVE TOUR 2018 Yummy!! you&me』                                   |
| 今はまだ遠く 果てしない夢も | CD （スペシャルエディット）                          | 『LIVE TOUR 2018 Yummy!! you&me』〈初回盤〉                         |
| 今はまだ遠く 果てしない夢も | ライブ映像                                           | 『君を大好きだ』〈EXTRA盤〉 （LIVE TOUR 2018 YOU&ME Extra Yummy!!） |